# コック・ロック

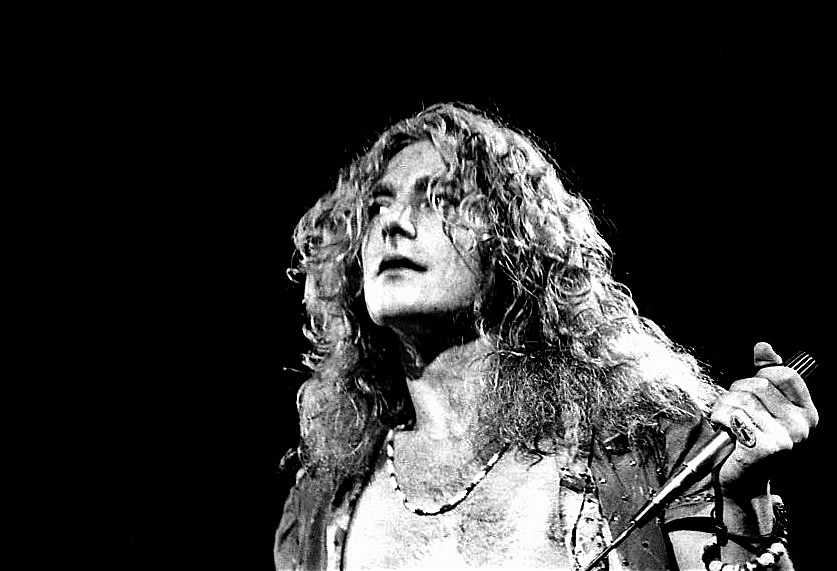
コック・ロックの発展における重要アーティストの一人とされるレッド・ツェッペリンのロバート・プラント（1973年、ニューヨークのステージにて）

コック・ロック（Cock rock）は、男性のセクシュアリティの攻撃形態を強調したロックのことを指す。このスタイルは、1960年代後半に開発され、1970年代と1980年代に有名になり、現在まで続いている。

## 特徴
コック・ロックは音楽ジャンルの一つである。フィリップ・オースランダーは、コック・ロックの特徴についてサイモン・フリスの説明を引用している。
コック・ロックのパフォーマンスとは、露骨で粗野で、セクシュアリティの「見事な」表現を意味します……コック・ロックのパフォーマーは攻撃的で自慢げで、常に聴衆の注意を自分たちの腕前やコントロールへと引きつけています。彼らの身体は見せびらかされ……マイクやギターは男根の象徴となり（あるいは女性の体のように愛撫され）、音楽は大音量でリズミカルに主張し、興奮と解放のテクニックを中心として構築されています。歌詞は断定的で傲慢ですが、正確な言葉は重要ではなく、ボーカル・スタイルや叫び声（甲高いシャウトやスクリーム）の方が重要とされています。

## 用語の使用
コック・ロックという用語の意味は、時間の経過とともに変化した。このロックは、1970年にニューヨークを拠点とするアンダーグラウンド・フェミニストの出版物「Rat」において、匿名の著者によって男性優位の音楽業界を説明するために初めて言及され、男性のセクシュアリティの攻撃的な表現、しばしば女性蔑視的な歌詞とファルス的なイメージを強調するハードロックの同義語となった。この用語は、1978年に社会学者のサイモン・フリスとアンジェラ・マクロビーによって、「攻撃的で支配的で誇らしい」コック・ロックの男性優位のサブカルチャーと、より女性化されたポップ・ミュージックのティーン・ポップ・スターとの対比を指すために使用された。レッド・ツェッペリンは「典型的な『コック・ロック』の提供者」と言われている。他のこのジャンルを形成するアーティストには、ローリング・ストーンズ、ザ・フー、ドアーズのジム・モリソンが含まれている。
1981年、フリスはコック・ロックの特徴を、男性パフォーマーだけでなく女性パフォーマーにも当てはまる方法で説明した。2004年、オースランダーは、このコック・ロックの特徴の説明を用いて、スージー・クアトロ（メジャーなロック・スターとなった初の女性ベーシスト）が女性のコック・ロッカーであることを示した。
1980年代以降、この用語はヘア・メタルやグラム・メタルと同じ意味で使われるようになった。このジャンルの例には、モトリー・クルー、ラット、ウォレント、エクストリーム、シンデレラ、プリティ・ボーイ・フロイド、ジャッカル、L.A.ガンズ、ポイズンなどがいる。その名称にもかかわらず、これらのバンドの多くには女性ファンがいる、または女性ファンがいた。パロディ・ドキュメンタリー『スパイナル・タップ』は、このジャンルのパロディとして高く評価されている。21世紀になると、スウェーデンでは、ヴェインズ・オブ・ジェナ（Vains of Jenna）などの活動による、スリーズ・メタル・ムーブメント（低俗なメタル運動）によってこのジャンルが復活した。

## 参考
- アリーナ・ロック
- ヘヴィメタル
- ハードロック